# Sidi Yahya El Gharb
Pour les articles homonymes, voir Yahya.
Sidi Yahya El Gharb (en arabe : سيدي يحيى الغرب) est une ville du Nord-Ouest du Maroc située à quelques 27 km de la ville portuaire de Kénitra, dans la province de Sidi Slimane récemment créée dans la région de Rabat-Salé-Kénitra.
Les villes à proximité sont à l'est Sidi Slimane, au sud-est Meknès, au sud Khémisset, à l'ouest Kénitra et au nord Mechra Bel Ksiri, Souk El Arbaa et Ouezzane.
La ville de Sidi Yahya El Gharb est connue au Maroc pour ses champs, campagnes et ses terrains et locations. En effet, il y a beaucoup de locations et de terrains vendus pour pourvoir construire beaucoup de lotissements et appartements.

### Sources
- (en) Sidi Yahya el Gharb sur le site de Falling Rain Genomics, Inc.